# ريان ملجريني
ريان ملجريني (بالإنجليزية: Ryan Malgarini)‏ هو ممثل أمريكي، ولد في 12 يونيو 1992 في الولايات المتحدة.

## أعمال

### أفلام
- (2003) الجمعة العجيبة[4][5]
- (2006) كيف تأكل الديدان المقلية

### مسلسلات
- بنات غيلمور

## وصلات خارجية
- ريان ملجريني على موقع IMDb (الإنجليزية)
- ريان ملجريني على موقع ألو سيني (الفرنسية)
- ريان ملجريني على موقع أول موفي (الإنجليزية)
- ريان ملجريني على موقع قاعدة بيانات الأفلام السويدية (السويدية)
- ريان ملجريني على موقع قاعدة بيانات الفيلم (الإنجليزية)
- ريان ملجريني على موقع كينوبويسك (الروسية)